# Дабје
Планине Даби су главни планински венац смештен у централној Кини . Простире се од северозапада до југоистока, и чини главну везу између река Хуаи и Јангцекјанг . Распон такође означава границу између провинције Хубеј и њених суседа Хенан (на северу) и Анхуеј (на истоку).  
Западни део планина има ниску надморску висину од само 300–400 метара, мада се неколико врхова пење на 900 метара. Источни део је виши, у просеку више од 1.000 метара. Највиши врх је планина Тианзху на 1.774 метара, са неколико других на 1.500 метара, укључујући 1,72913 m (5 ft 8,076 in) висок Тиантангзај.  

## Пејзаж
Подручје је јако пошумљено (покривеност око 85%) и даје драгоцени бамбус, као и храст, посебно храст плуте, што га чини главним кинеским подручјем за производњу плуте. Регија је средњег прихода, а природна пољопривреда је срце њене економије, а превладавају пиринач и чај.  
Главна транспортна рута преко вишег домета је од Маченга у Хубеју до Хуангчуана у Хунану, долином реке Хуај . Главни железнички и путни прелази иду северно од Вухана, кроз доња узвишења.  
2009. године отворена је брза путничка железница Хеву, која је кратком директном рутом повезивала Хефеј (главни град Анхуи) и Вухан (главни град Хубеј). Користи бројне тунеле приликом преласка низ Даби.   

## Геологија
Геолошки, планине Даби карактерише појава метаморфних стена еклогит-фацијеса ултрависоког притиска. Географски гледано, подручје је сложена, наглашена структура, чинећи земљу и околину подложним земљотресима. Крајем 2005. године земљотрес јачине 5,7 степени у средишту северозападног угла провинције Ђангси, непосредно јужно од Ђуђанга на Јангцекјангу, усмртио је најмање 15 људи, стотине повредио и неколико хиљада људи оставио без домова. Изазвао је подрхтавање у округу Кичун у провинцији Хубеј и шире, чак и до главног града провинције Вухана. 

## Међународни парк
Овај живописни парк усредсређен на Тиантангзаи кључна је туристичка атракција у највишем делу планинског ланца планине Даби. Укупна површина парка је 300 квадратних километара. Смештен је у округу Луотиана у провинцији Хубеј и близу границе са провинцијом Анхуи, парк је удаљен око 68 километара од града Луотиан, 140 километара од Маченга, 150 километара од Хуангшија и 210 километара од главног града провинције Хубеи, Вухана . 